# Chiesa di San Pantaleone (Colonia)
La chiesa di San Pantaleone (in tedesco: Kirche St. Pantaleon) è un luogo di culto cattolico di Colonia, in Germania, capolavoro dell'architettura ottoniana.
La chiesa è una delle dodici grandi basiliche romaniche della Città e venne consacrata al martire greco Pantaleone e ai santi Cosma e Damiano. Essa sorgeva fuori dalla Città antica, in un insediamento di periferia. Resti di edifici romani sono stati trovati sotto il coro e fuori dal complesso. Ricerche stratigrafiche hanno portato alla luce tombe dei secoli V e VII. Sono state ritrovate anche tombe trapezoidali del periodo merovingio.

## Storia
La chiesa venne fondata sopra una tenuta situata fuori dalle mura della città (villa suburbana). Resti dell'edificio romano sono stati trovati sotto il coro e all'esterno di San Pantaleone. Questa villa romana a sud-ovest di Colonia è datata tra il II e il IV secolo. Dopo di che, l'uso del sito si interrompe per il momento.
Nella fase successiva di utilizzo del sito, si possono identificare tombe del VI/VII secolo. Già nel tardo periodo merovingio, le tombe, alcune riccamente decorate, erano collocate in sarcofagi trapezoidali di pietra calcarea in questo sito, sottolineando l'importanza dell'architettura che già esisteva in questo periodo.
Le più antiche testimonianze sulla presenza di una chiesa in quel luogo sono dell'866. Nel 957 il vescovo Bruno I di Colonia, fratello dell'Imperatore Ottone I di Sassonia, fondò la chiesa, a croce greca con abside rotonda e un'abbazia benedettina annessa.
Tra il 966 e il 980 venne aggiunto il corpo occidentale, capolavoro dell'Arte ottoniana, anch'esso a croce greca, con westwerk e una possente torre quadrata sulla crociera. 
Con l'Imperatrice Teofano, moglie di Ottone II di Sassonia, il westwerk fu ampliato e fu decorato con sculture. Il sarcofago contenente le spoglie dell'Imperatrice è tuttora esposto nella cappella nord del westwerk. La chiesa era terminata nel 1002.
Nel 1237 qua venne composta la Chronica sancti Pantaleonis.
Altri interventi furono effettuati nei secoli successivi. 
La chiesa che si ammira oggi è il risultato dei recenti restauri effettuati a seguito dei gravi danni subiti durante la Seconda guerra mondiale.

## Descrizione

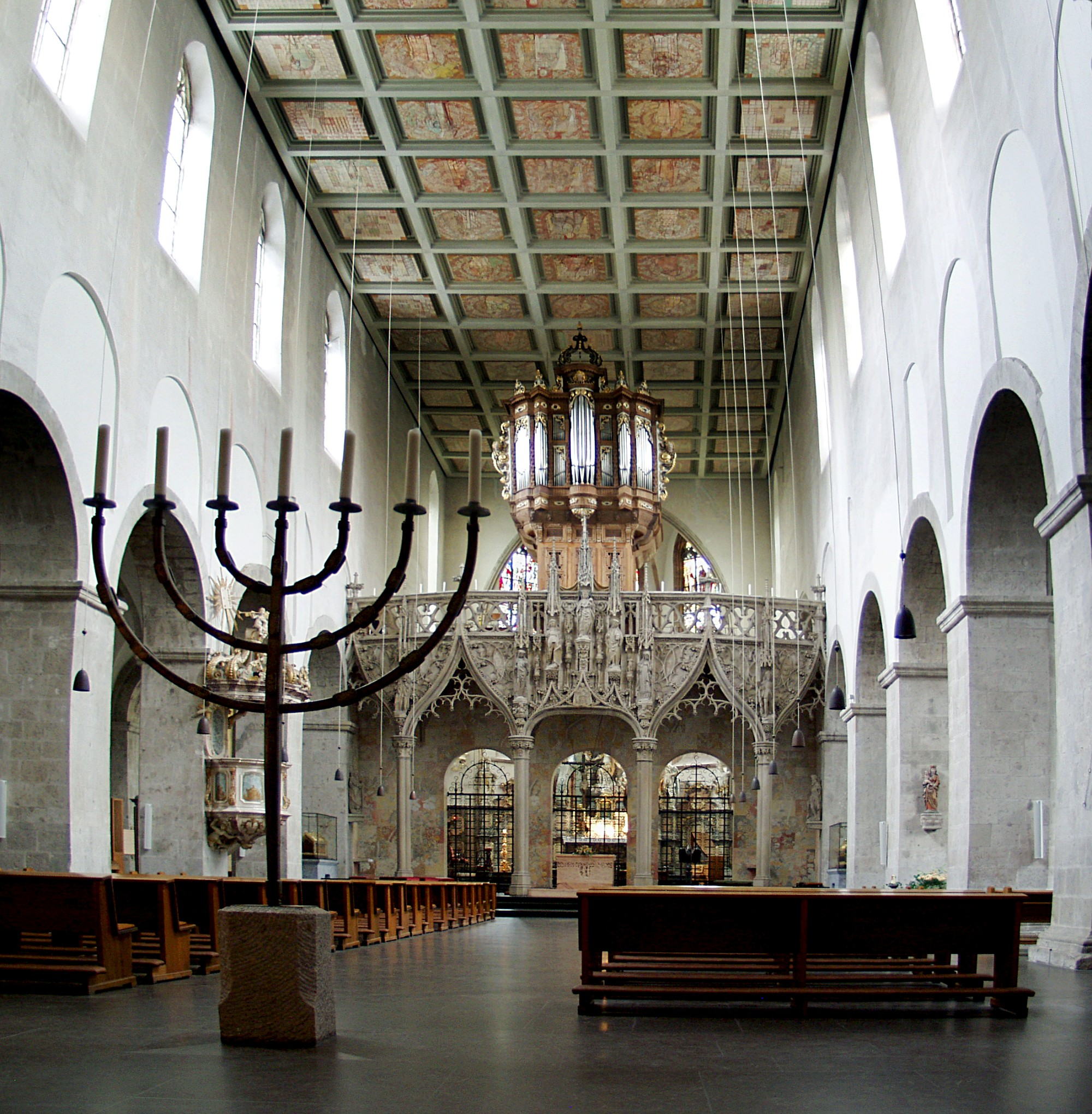
L'interno

### Esterno
Il westwerk si compone di una struttura trasversale, specie di transetto occidentale, con due torri scalarie a base ottagonale e cilindriche nella parte superiore. Al centro, vi è una torre quadrata molto grande, che occupa tutto lo spazio tra le due torri scalarie. I bracci dei transetti si presentano, all'esterno, come cubi compatti, conferendo alla struttura essenzialità e stabilità.

### Interno
L'interno, con pianta a croce latina, è diviso in tre navate. Sono da notare il matroneo o tribuna, del corpo occidentale, in passato utilizzata anche come corte di giustizia e aula imperiale, e il ricco tramezzo in stile gotico fiammeggiante del primo '500 che separa la navata centrale dal coro.
Il soffitto è a cassettoni dipinti con colori vivaci. Le pareti spoglie della navata centrale hanno come decorazione archetti abbozzati solo sopra le arcate. Pilastri, semplici verso la navata centrale, e sporgenti con semicolonne verso le navate laterali, reggono gli archi. 
Le strutture portanti, pilastri ed archi, sono in pietra grigia, il resto intonacato di bianco. La tribuna sul lato occidentale è in pietra bicolore beige e rossa con un bellissimo matroneo su tre lati, molto profondo.
Sopra lo jubé gotico, che separa la navata dal presbiterio, si trova l'organo a canne della chiesa, costruito nel 1963 dalla Johannes Klais Orgelbau (opus 1241). Lo strumento ha 35 registri; la sua consolle dispone di tre tastiere di 58 note ciascuna ed una pedaliera di 30.